# Éthénol
L'éthénol, alcool vinylique ou vinylalcool est un composé organique de la famille des énols de formule CH2CHOH. C'est l'isomère de l'éthanal et de l'oxyde d'éthylène. En conditions normales, il se tautomérise en éthanal :

## Relation avec l'alcool polyvinylique
De par son instabilité, l'alcool vinylique n'est pas utilisé pour synthétiser l'alcool polyvinylique (PVA ou PVOH), un polymère thermoplastique ; on polymérise plutôt l'acétate de vinyle pour former le polyacétate de vinyle dont on hydrolyse ensuite les liaisons esters (Ac = acétyle) :
n CH2=CHOAc  →  (CH2-CHOAc)n
(CH2-CHOAc)n  +  n H2O  →  (CH2-CHOH)n  +  n HOAc

## Ligand
Plusieurs complexes métalliques connus possèdent de l'alcool vinylique comme ligand, comme Pt(acac)(η2-C2H3OH)Cl.

## Occurrence dans le milieu interstellaire
Il a été découvert de l'alcool vinylique dans le nuage moléculaire Sagittarius B en utilisant un radiotélescope de 12 m à l'observatoire de Kitt Peak. Cet alcool vinylique est stable dans ce milieu interstellaire (donc dilué), prouvant que son mécanisme de tautomérie n'est pas monomoléculaire.